# Comuna Kunivka, Kobeleakî
Kunivka (în ucraineană Кунівка) este o comună în raionul Kobeleakî, regiunea Poltava, Ucraina, formată din satele Hali-Horbatkî, Iablunivka, Kolisnîkivka, Kunivka (reședința) și Lișciînivka.

## Demografie
Componența lingvistică a comunei Kunivka
     Ucraineană (94,15%)
     Rusă (4,39%)
Conform recensământului din 2001, majoritatea populației comunei Kunivka era vorbitoare de ucraineană (94,15%), existând în minoritate și vorbitori de rusă (4,39%).